# Maps of Meaning: The Architecture of Belief
Maps of Meaning: The Architecture of Belief är en bok av den kanadensiske kliniske psykologen Jordan Peterson, som gavs ut år 1999 av förlaget Routledge. Boken tog Peterson 13 år att skriva och den presenterar en omfattande teori för hur människor konstruerar mening i sina liv.